# Heilige Familiekerk (Nieuwenhagen)
De Heilige Familiekerk is een kerkgebouw in Lichtenberg (Nieuwenhagen) in de gemeente Landgraaf in de Nederlandse provincie Limburg. De kerk staat aan de Veldstraat en de Curaçaostraat. Op zo'n 200 meter ten zuidwesten ligt de protestantse kerk De Ark.
De kerk is gewijd aan de Heilige Familie.

## Geschiedenis
Op 8 januari 1956 werd de parochie opgericht.
In 1957 nam men een bakstenen noodkerk in gebruik in de Curaçaostraat.
In 1962 kreeg men goedkeuring en begon de bouw van de nieuwe kerk naar het ontwerp van architect Bart Salemans. Pas op 2 juli 1963 legde men de "eerste" steen en kort daarna werd de kerk in gebruik genomen.
Op 13 juni 1964 werd de kerk geconsecreerd.
Eind april 2018 werd kerk aan de eredienst onttrokken. Het gebouw werd verkocht en kreeg een nieuwe functie als cultuurhuis.

## Opbouw
De kerk is op het westen gericht en is een zaalkerk. Het heeft een plat dak, oplopend naar het presbyterium. Naar het koor loopt de kerk spits toe. De kopgevels zijn in baksteen opgetrokken, de zijgevels zijn een vliesgevel.
Bij de ingang van de kerk staat een campanile.
Het golvende dak lijkt sterk op dat van de Onze-Lieve-Vrouw-Tenhemelopnemingskerk.